# Stefaan Vaes

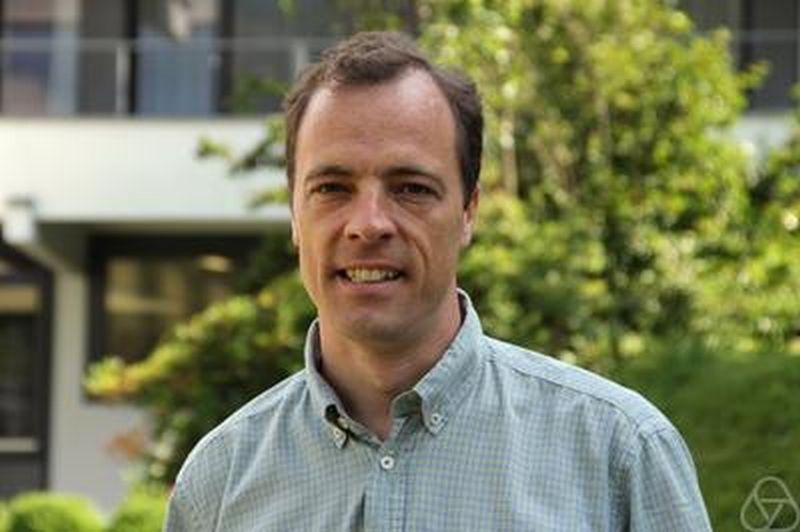

Stefaan Vaes (Herentals, 29 februari 1976) is een Belgisch wiskundige, als gewoon hoogleraar verbonden aan de KU Leuven.
Vaes studeerde wiskunde aan de Katholieke Universiteit Leuven, waar hij in 2001 doctoreerde met een studie naar lokaal compacte kwantumgroepen. Zijn promotor was Alfons Van Daele. In 2002 ging hij aan de slag als onderzoeker aan het Institut de mathématiques de Jussieu voor het Centre National de la Recherche Scientifique in Parijs. In 2006 werd hij hoofddocent aan de KU Leuven, in 2009 hoogleraar en in 2012 gewoon hoogleraar.
In 2015 werd hij bekroond met de Francquiprijs, de hoogste Belgische wetenschappelijke onderscheiding. De jury, onder het voorzitterschap van David Gross, loofde zijn onderzoek naar von Neumann-algebra’s, waarvan de resultaten ook belangrijke gevolgen hebben voor andere domeinen van de wiskunde, zoals niet-commutatieve meetkunde.